# جیکارگاچا
جیکارگاچا (به لاتین: Jhikargacha) یک منطقهٔ مسکونی در بنگلادش است که در ناحیه جسور واقع شده‌است. جیکارگاچا ۳۰۷٫۹۶ کیلومتر مربع مساحت و ۲۹۸٬۹۰۸ نفر جمعیت دارد.